# بغدادو (حومة دامغان)
بغدادو (بالفارسية: بغ دادو) هي مستوطنة تقع في إيران في منطقة مركزية ريفية.